# Длинноногий папочка (фильм, 1955)
«Длинноногий папочка» (англ. Daddy-Long-Legs) —  мелодрама, музыкальная экранизация одноимённого романа Джин Вебстер. Премьера фильма состоялась 4 мая 1955 года.

## Сюжет
Сирота Жюли Андре до 18 лет проживает во французском приюте. Проезжий американский богач Джарвис Пендлтон наблюдает, как ловко и весело она справляется с малышами, и решает помочь девушке: дать ей образование в колледже, который он спонсирует и где учится его племянница Линда. Жюли пишет своему «сверчку-опекуну» (она прозвала его так за длинные ноги — все, что запомнили из его внешности сиротки, смотревшие в окно) письма, но он их не читает, он совсем забыл о девушке, которую облагодетельствовал мимоходом.
Письма, однако, читает его помощник и его секретарша. Они уговаривают Джарвиса хотя бы заглянуть в текст писем, и увлекшийся Джарвис решает под предлогом визита к племяннице навестить Жюли, хотя обещал своему другу-послу, что будет сохранять инкогнито. Несмотря на существенную разницу в возрасте, Жюли увлекается неожиданным поклонником. Джарвис из ревности отправляет пытавшегося ухаживать за Жюли брата ее подруги работать в конторе отдаленного рудника. Однако любезничающую парочку замечает посол. Он делает Джарвису внушение, и тот понимает, что, похоже, перешел границы дозволенного, ухаживая за зависимой от него юной девушкой и отсылая ее кавалера-ровесника. Он решает больше не видеть Жюли и уезжает, однако секретарша, получив от Жюли письмо с призывом о помощи, адресованное «сверчку-опекуну», берет дело в свои руки и воссоединяет пару.

## В ролях
- Фред Астер — Джарвис Пендлтон  III
- Лесли Карон — Жюли Андре
- Терри Мур — Линда Пендлтон
- Тельма Риттер — Алисия Причард
- Фред Кларк — Григгс
- Шарлотта Остин — Салли МакБрайд
- Ларри Китинг — посол Александр Уильямсон
- Келли Браун  — Джимми МакБрайд
- Джеймс Конати — владелец галереи
- Рей Энтони — в роли самого себя (в титрах как Ray Anthony and his Orchestra)
- Гертруда Астор — покровительница художественной галереи (в титрах не указана)

## Награды и номинации
1956 — Оскар:
- Лучшая работа художника (цветные фильмы)   — номинация
- Лучшая песня (Something's Gotta Give) — номинация
- Лучший саундтрек для музыкальных картин  — номинация

1956 — Премия Гильдии сценаристов США:
- Лучший сценарий музыкального фильма — номинация